# Anna Wöhrmann

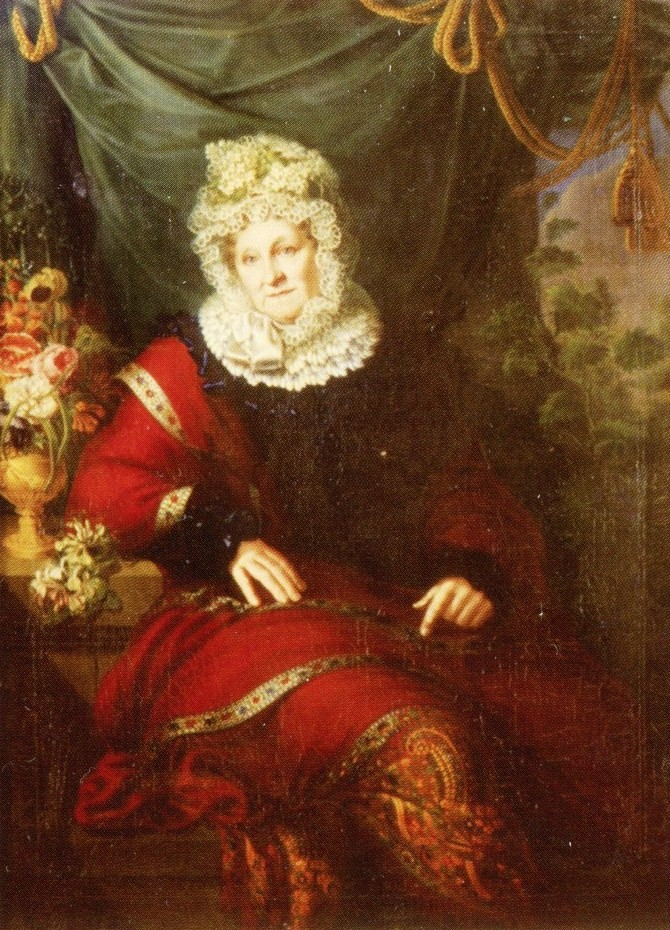
Anna Wöhrmann, 1821, auf einem Porträt von Ernst Gotthilf Bosse

Anna Gertrud Wöhrmann (* 2. März 1750 in Riga; † 1827 ebenda) war eine deutschbaltische Mäzenin.

## Leben
Anna Wöhrmann, geborene Ebel, wurde als Tochter von Samuel Ebel und Ursula Ebel, geborene Hartwig, in eine vermögende Kaufmannsfamilie geboren. Die Eltern verstarben jedoch früh, 1752 zunächst die Mutter, 1758 auch der Vater. Sie wuchs dann bei Verwandten auf. 
Sie heiratete Christian Heinrich Wöhrmann (1737–1813). Aus der Ehe gingen sieben Kinder hervor, darunter auch der spätere preußische Generalkonsul Johann Christoph Wöhrmann. Sie unterstützte verschiedene soziale Initiativen wie Waisenhäuser. Ab 1817 engagierte sie sich finanziell, persönlich und durch die Zurverfügungstellung von Land für die Schaffung einer großen Parkanlage in Riga, dem Wöhrmannschen Garten, der noch heute besteht und ihren Namen trägt. 1829, zwei Jahre nach ihrem Tod wurde ihr zu Ehren im Park das Wöhrmann-Denkmal gesetzt.